# Kontrašpionážní sbor

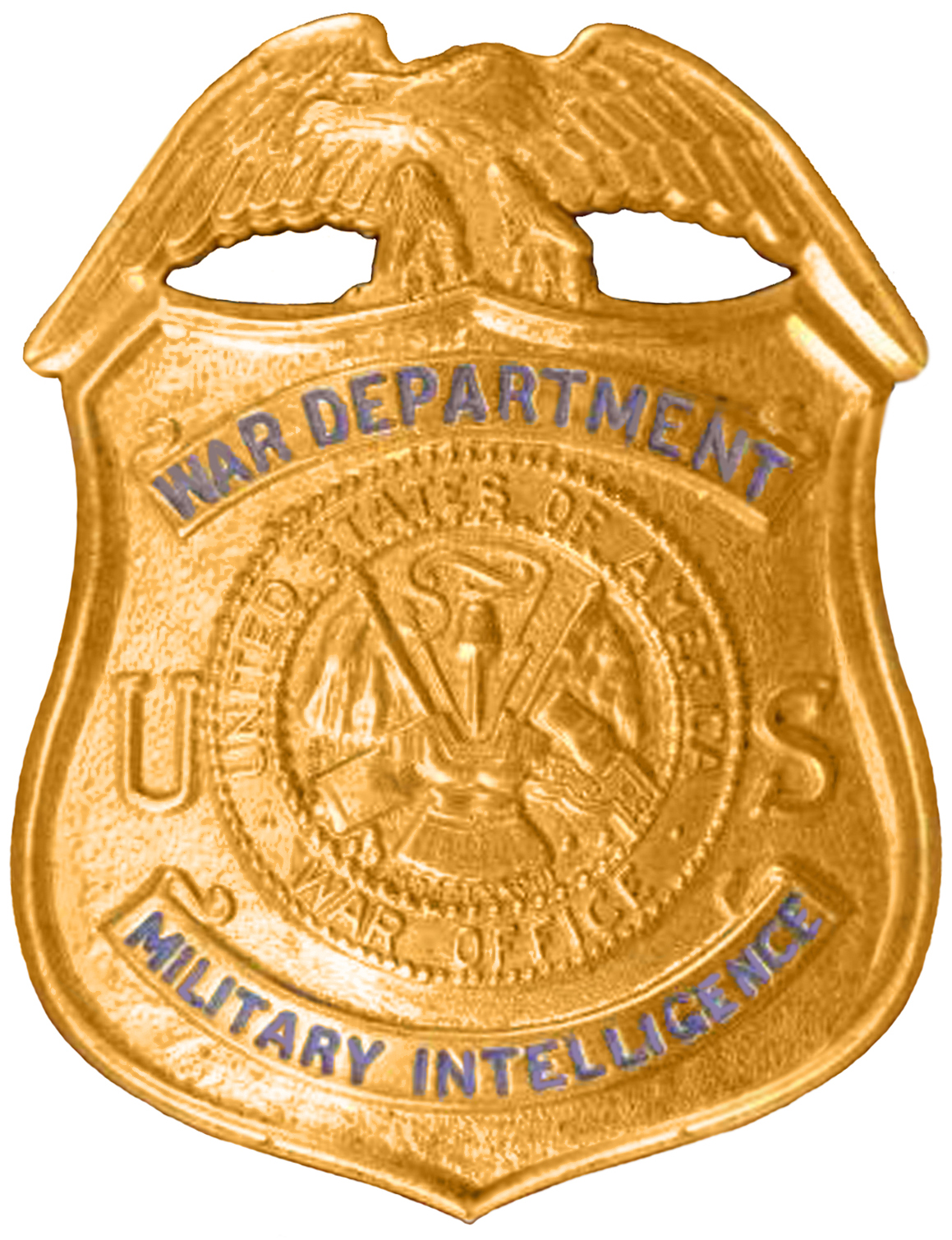
Odznak speciálního agenta, cca druhá světová válka

Kontrašpionážní sbor (anglicky Counterintelligence Corps, zkráceně CIC) byla zpravodajská služba armády Spojených států založená v průběhu druhé světové války, a to v prosinci 1941.
Úkolem CIC bylo vyhledávat a eliminovat německé špióny v řadách spojeneckých armád. Její činnost spočívala i v získávání spolupracovníků v německé politické sféře a armádě.
Po druhé světové válce se zaměřila na sovětský blok, kdy spolupracovala mimo jiné i s československým zahraničním odbojem. Pomáhala vyhledávat a školit agenty, kteří plnili zpravodajské úkoly na území sovětského vlivu včetně Československa. Pro ně nejznámější označení je agenti chodci. Později tuto činnost převzala CIA.
V roce 1961 došlo k reorganizaci a vojenskou kontrarozvědku převzala Defense Intelligence Agency.